# Qanat as-Sabil
Der Qanat as-Sabil (arabisch قناة السبيل, DMG Qanat as-Sabil) war ein unter dem osmanischen Sultan Suleiman dem Prächtigen errichtetes Wasserversorgungssystem in Jerusalem.

## Name
Der Name Qanat as-Sabil wurde von Suleiman bewusst mehrdeutig gewählt.
Man kann ihn als (Trinkwasser-)Kanal (= Qanat) der Sabile (= Brunnen) übersetzen.
Man kann ihn aber auch als Kanal für die Sache Gottes übersetzen.
Das Wort Sabil enthält die Bedeutungen: Weg, Glaube, wohltätige Handlung, Trinkwasserbrunnen.

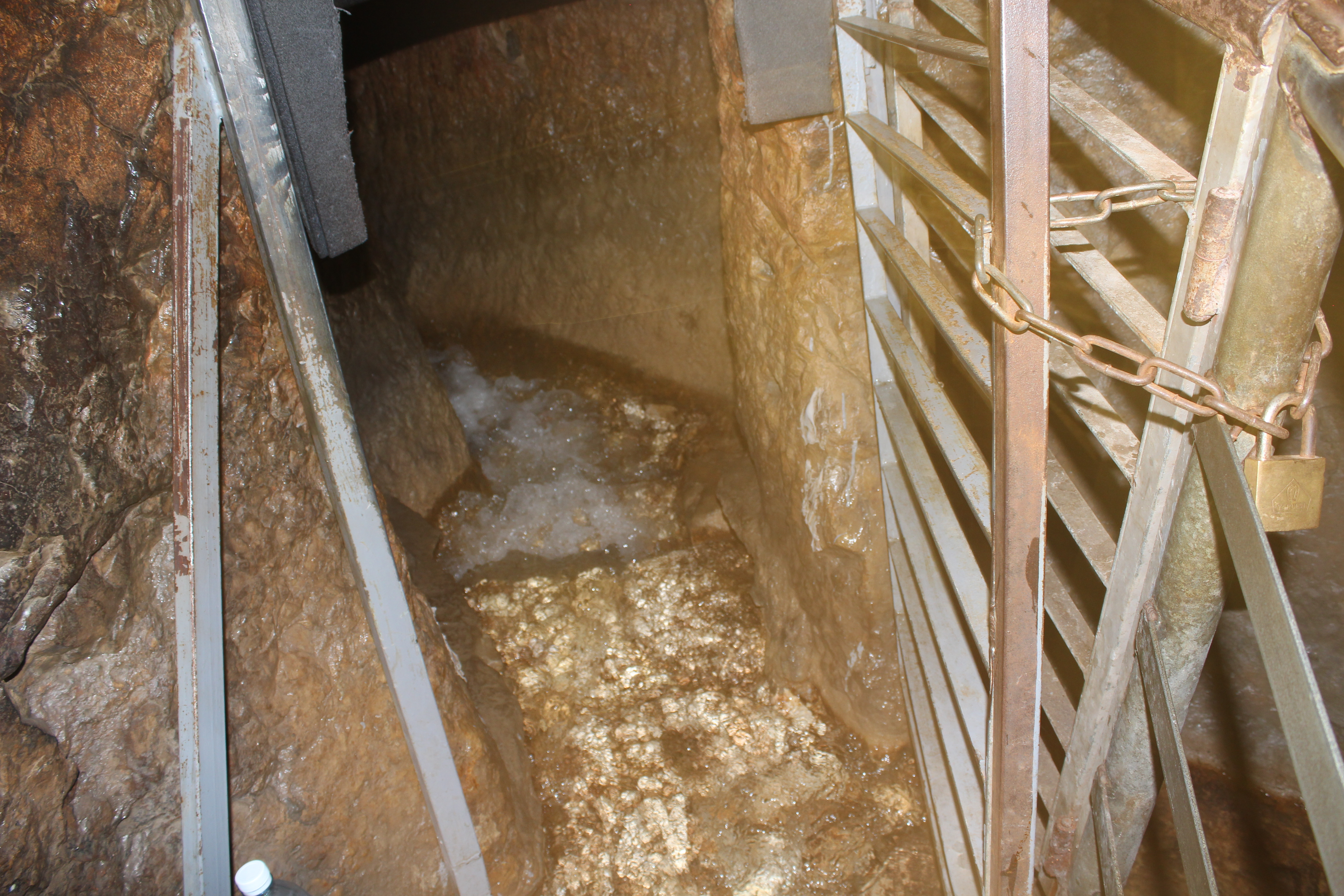
Gihonquelle

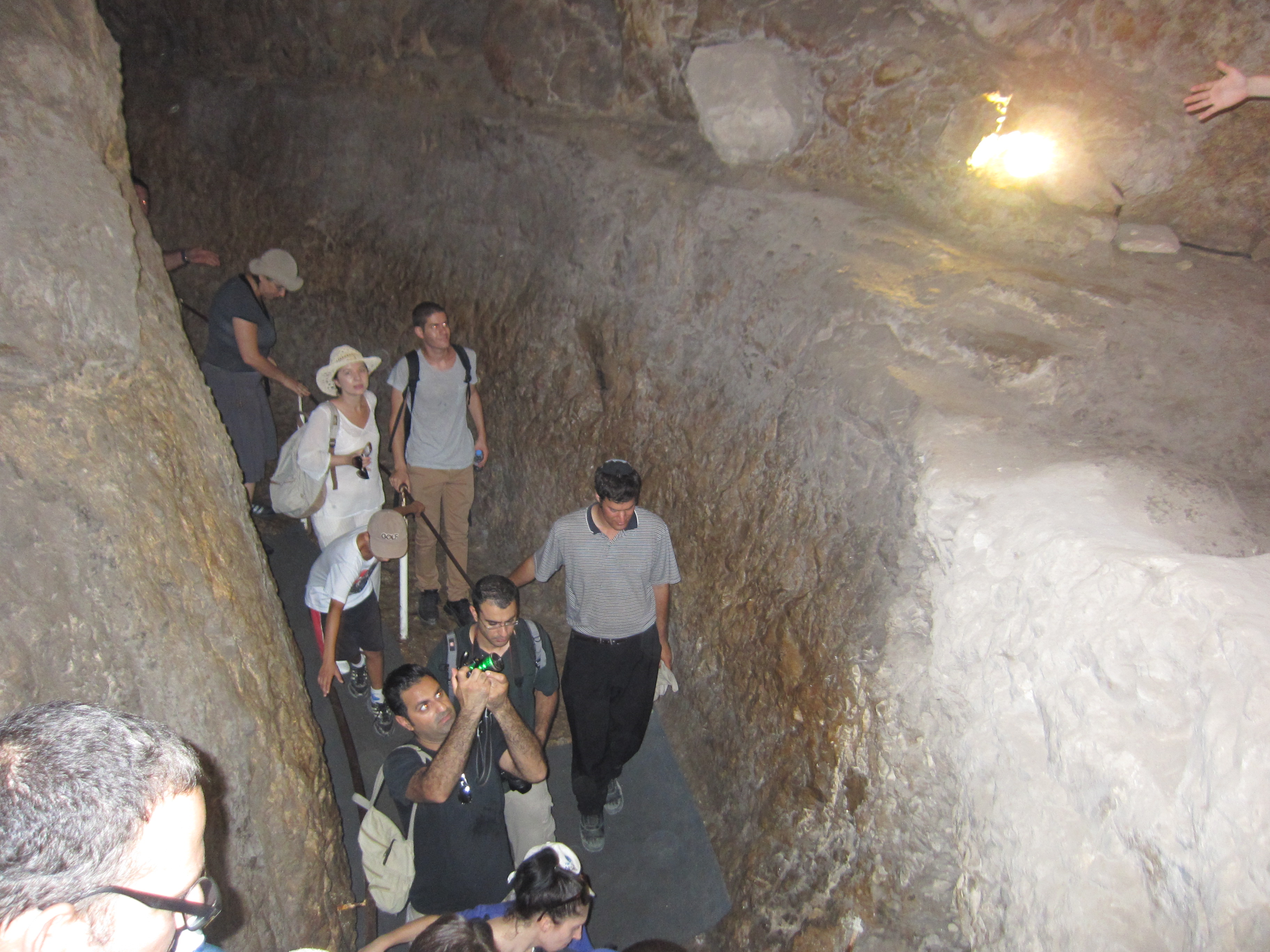
Warrentunnel

## Geschichte
Bereits bei Beginn der Besiedelung des Gebietes von Jerusalem um 4500 v. Chr. entstand die Notwendigkeit einer ganzjährigen zuverlässigen Wasserversorgung.
Diese Wasserversorgung musste bei Angriffen vor dem Zugriff der Feinde geschützt werden und bei Belagerungen für die Bewohner Jerusalems jederzeit zugänglich sein.
Dabei bildeten sich zwei parallele sich ergänzende Konzepte aus. Das eine Konzept war das Sammeln von Regenwasser und Oberflächenwasser in der Regenzeit in Zisternen und Staubecken. Das andere Konzept war das Nutzen von Quellen.

### Frühe und Mittlere Bronzezeit, Warren-Tunnel
Für die Nutzung der Gihonquelle ⊙ bereits in der Frühen Bronzezeit (3000 v. Chr.) gibt es archäologische Zeugnisse.
Schon in der Mittleren Bronzezeit (1750–1550 v. Chr.) entstand ein stark befestigtes Wassernutzungssystem.
Der Warren-Tunnel ⊙ wurde gegraben.
Er führte durch den weichen Kalkstein zu einem unterirdischen Speicherbecken ⊙ südwestlich der Gihonquelle.

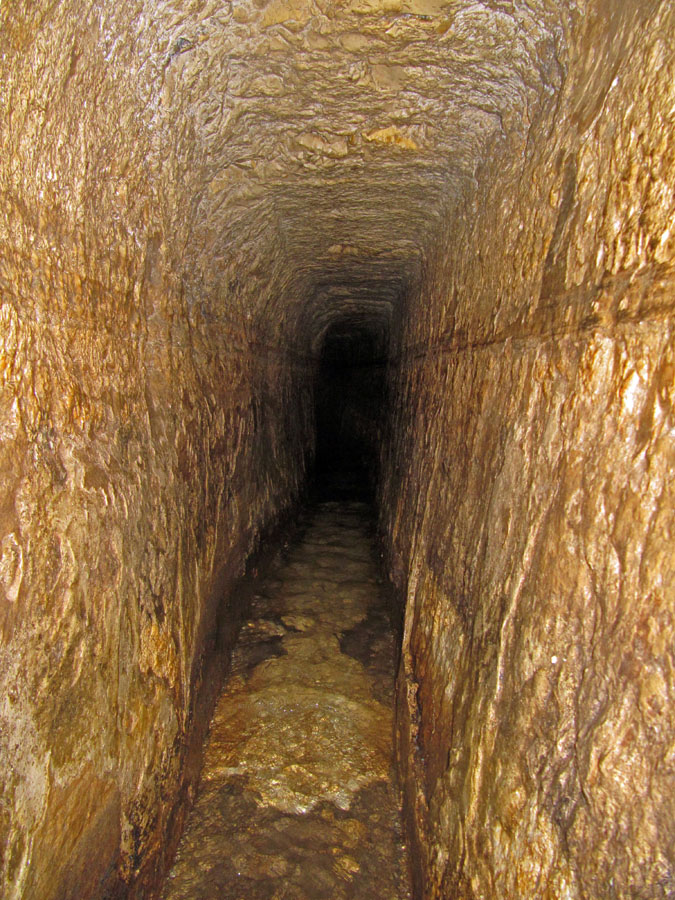
Hiskija-Tunnel

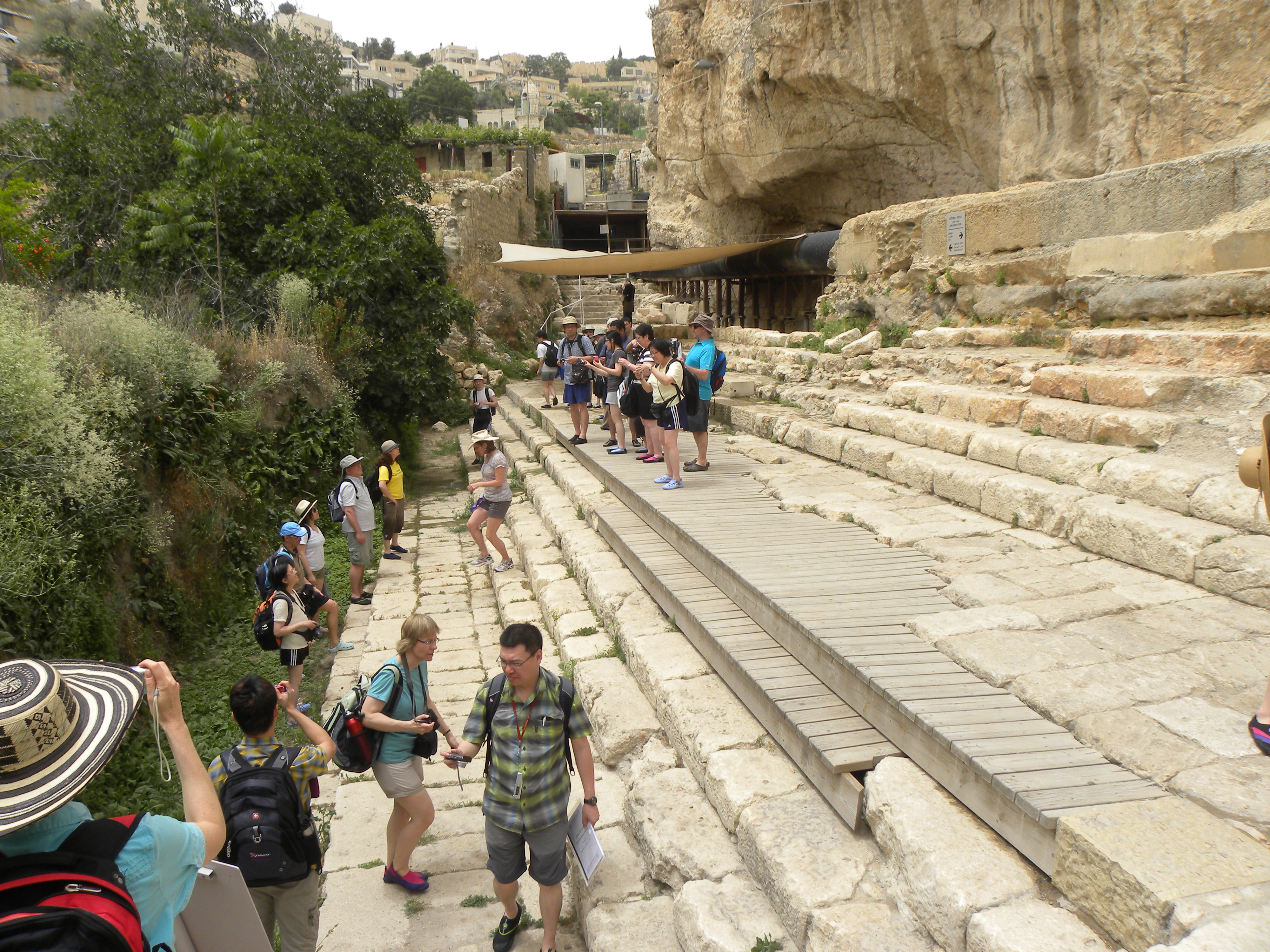
Teich von Siloah

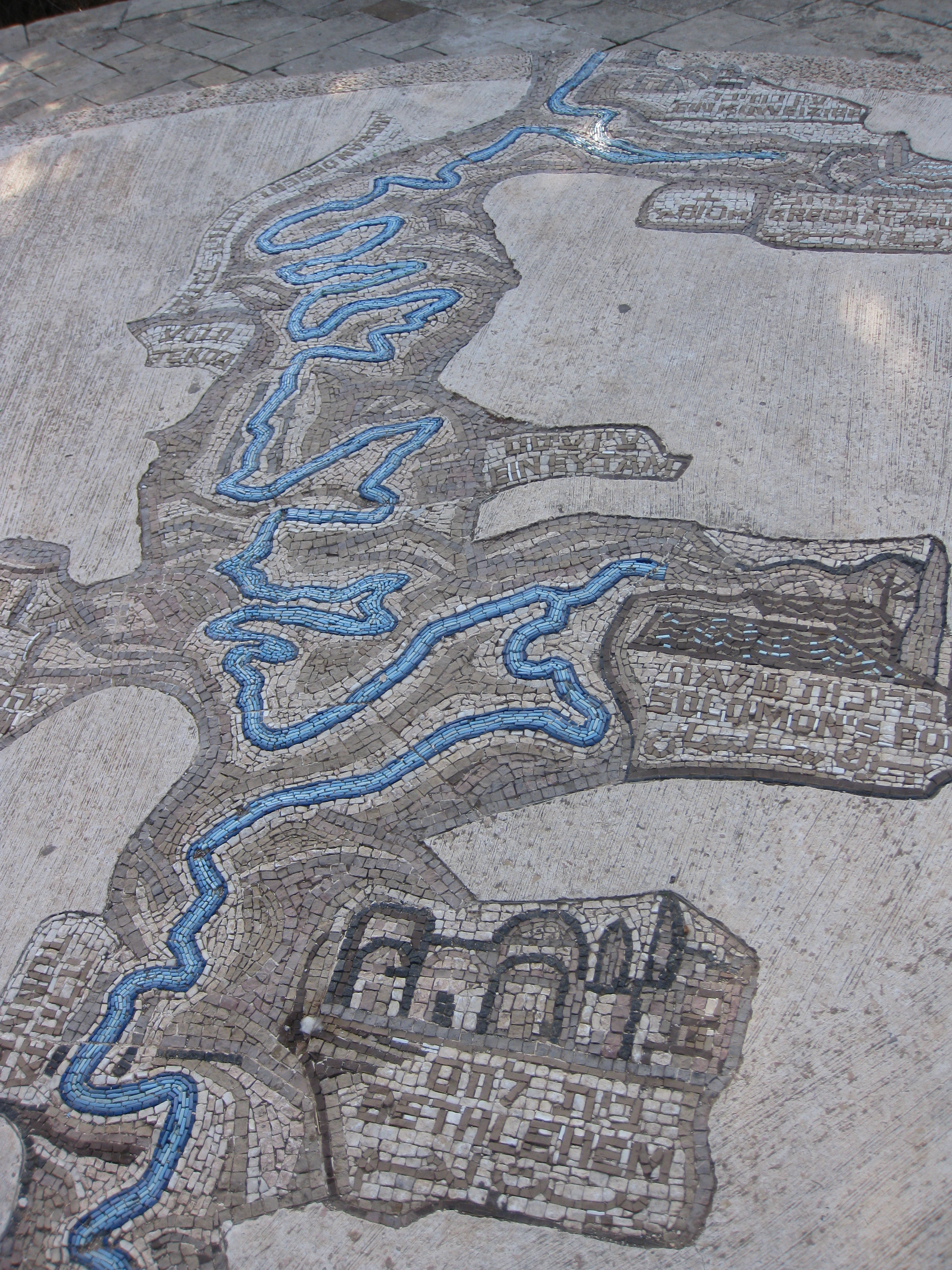
Karte vom unteren Aquädukt, Mosaic

Skizze der Lage der Aquädukte südlich von Jerusalem

### Eisenzeit, Hiskija-Tunnel
In der Eisenzeit (8. Jahrhundert v. Chr.) entstand der Hiskija-Tunnel ⊙.
Er leitete das Wasser der Gihonquelle in den Teich von Siloah ⊙.
Da der Wasserbedarf Jerusalems ständig anstieg, wurden nach und nach immer mehr Quellen außerhalb Jerusalems genutzt.
Sie wurden mittels Aquädukten zum Tempelberg geleitet.
Das Wasser floss aufgrund des natürlichen Gefälles.
Dazu mussten die Quellen höher liegen als der Tempelberg.
Höhenangaben zum Tempelberg und genutzten Quellen:
- Tempelberg ⊙: 735 m
- Wadi 'Arrub ⊙ ('Ain 'Arrub ⊙, 'Ain el-Dible ⊙, 'Ain Kuweiziba ⊙): 810 m
- 'Ain Wadi Biyar ⊙: 870 m
- Teiche Salomos ⊙: 780 m

Die angelegten Aquädukte, die teilweise nach dem Prinzip der persischen Qanat (gedeckte Kanäle) arbeiteten, funktionierten so gut, dass die Briten 1918 in der Mandatszeit die vorhandenen Aquädukte reparierten und reinigten und damit die Wasserversorgung Jerusalems sicherten.

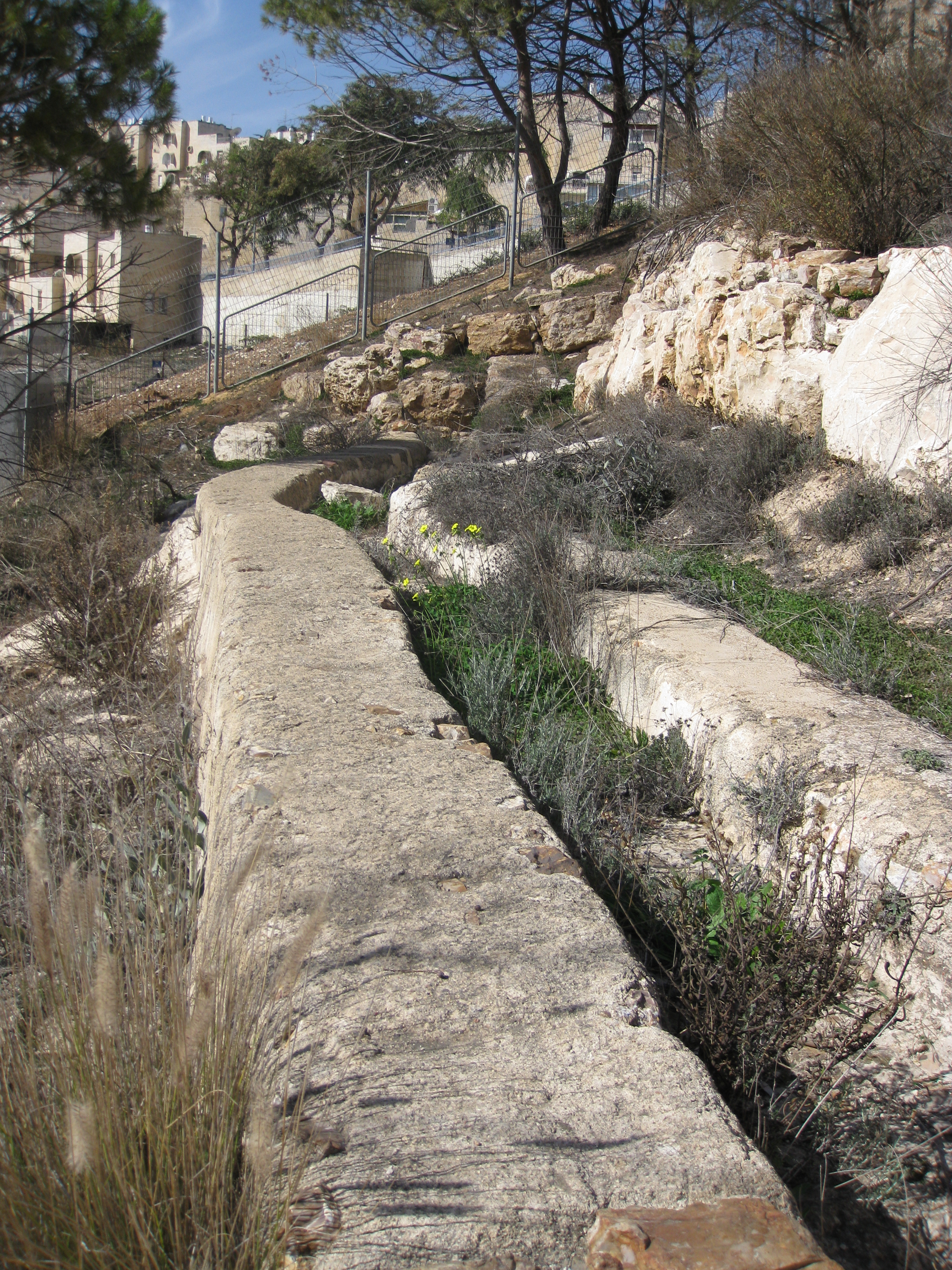
Unteres Aquädukt

Dies funktionierte bis 1967.

### König Salomo, Kontroversen
Es gibt Meinungen, die den Bau der Teiche Salomos und den Bau seiner Aquädukte in sehr frühe Zeiten bis hin zur Zeit des König Salomos im 10. Jahrhundert v. Chr. datieren.
Darunter auch Meinungen, die die Existenz mindestens eines Aquäduktes vor dem Jahr 278 v. Chr. für bewiesen halten.
Diese Datierung ist oft nicht unabhängig von politisch-religiösen Interessen und Machtkämpfen.
So tendieren jüdische und christliche Archäologen und Institutionen dazu den Bau der Anlagen möglichst früh in die Zeit jüdischer, römischer und byzantinischer Herrscher oder in die Kreuzfahrerzeit zu legen.
Muslimische Archäologen und Institutionen hingegen bevorzugen eine Datierung in die Zeit der islamischen Herrscher ab dem 7. Jahrhundert.

### Hasmonäer, unteres Aquädukt
Der hohe Wasserbedarf des Jerusalemer Tempels und der herbeiströmenden Pilgerscharen führten im 2. Jahrhundert v. Chr. zum Bau eines Aquäduktes, welches Wasser aus den Teichen Salomos südwestlich von Bethlehem ⊙ nach Jerusalem leitete.
Der Bau begann in der Zeit der Hasmonäer, als die Makkabäer den Zweiten Tempel wieder zu einer jüdischen Kultstätte zur Verehrung JHWHs weihten.
Dieses Aquädukt wird als Unteres Aquädukt ⊙ bezeichnet.
Reste von ihm sind an beiden Seiten des Sultan-Beckens ⊙ und entlang der südlichen Stadtmauer erhalten.
Es war 21,5 km lang.
Der Höhenunterschied zwischen Abfluss aus den Teichen Salomos und der Ankunft am Tempel betrug 30 m, das waren 1 m Höhe auf 716 m Länge.
Das Aquädukt führte bei Bethlehem durch einen 400 m langen Tunnel und beim Jebel Mukabbir ⊙ durch einen 370 m langen Tunnel.
Es gelangte über den Wilson-Bogen ⊙ auf den Tempelberg.

### Herodes, Biyar-Aquädukt
Der Bau der Wasserversorgung Jerusalems wurde fortgesetzt unter Herodes dem Großen im Zusammenhang mit dem Bau des Herodianischen Tempels.
Ein weiteres Aquädukt wurde gebaut, das das Wasser der Biyar-Quelle im Wadi Biyar ⊙ zum oberen der Teiche Salomos führte.
Von dort wurde das Wasser über das obere Aquädukt ⊙ zur Oberstadt zum Herodes-Palast ⊙ geleitet.
Das Biyar-Aquädukt hatte eine Länge von 4,7 km.
Herodes bediente sich römischer Bauleute und Architekten.
Diese benutzten zum Bau eine Methode, die dem Bau der persischen Qanat (gedeckte Kanäle) entsprach.
Auf der Strecke wurden Schächte in den weichen Kalkstein gegraben, deren Grund verbunden wurde.
Es wurde das Sammeln des Oberflächenwassers und des Grundwassers entlang der Route mit dem Ableiten des Wassers verbunden.

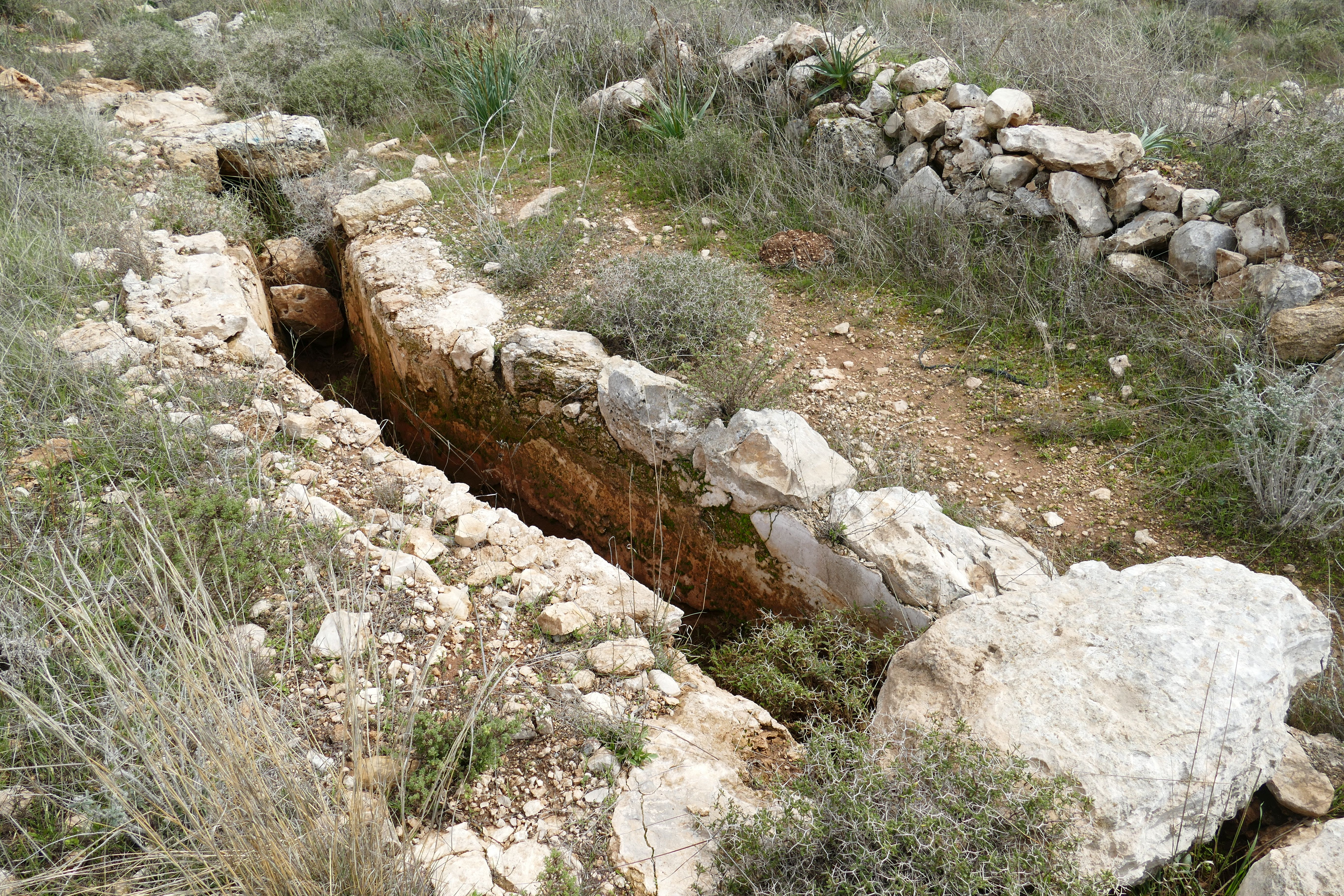
Arrub-Aquädukt

### Pontius Pilatus, Arrub-Aquädukt
In einer dritten Phase baute der römische Präfekt Pontius Pilatus mit dem Arrub-Aquädukt das System weiter aus.
Das Arrub-Aquädukt leitete das Wasser von den Quellen 'Ain Kuweiziba, 'Ain el-Dible und 'Ain Arrub in den mittleren der Teiche Salomos.
Es überbrückte in schwierigem Gelände mit einer Gesamtlänge von 40 km eine direkte Distanz von 8 km.
Der Höhenunterschied betrug 35 m, das waren 1 m Höhe auf 1114 m Länge.

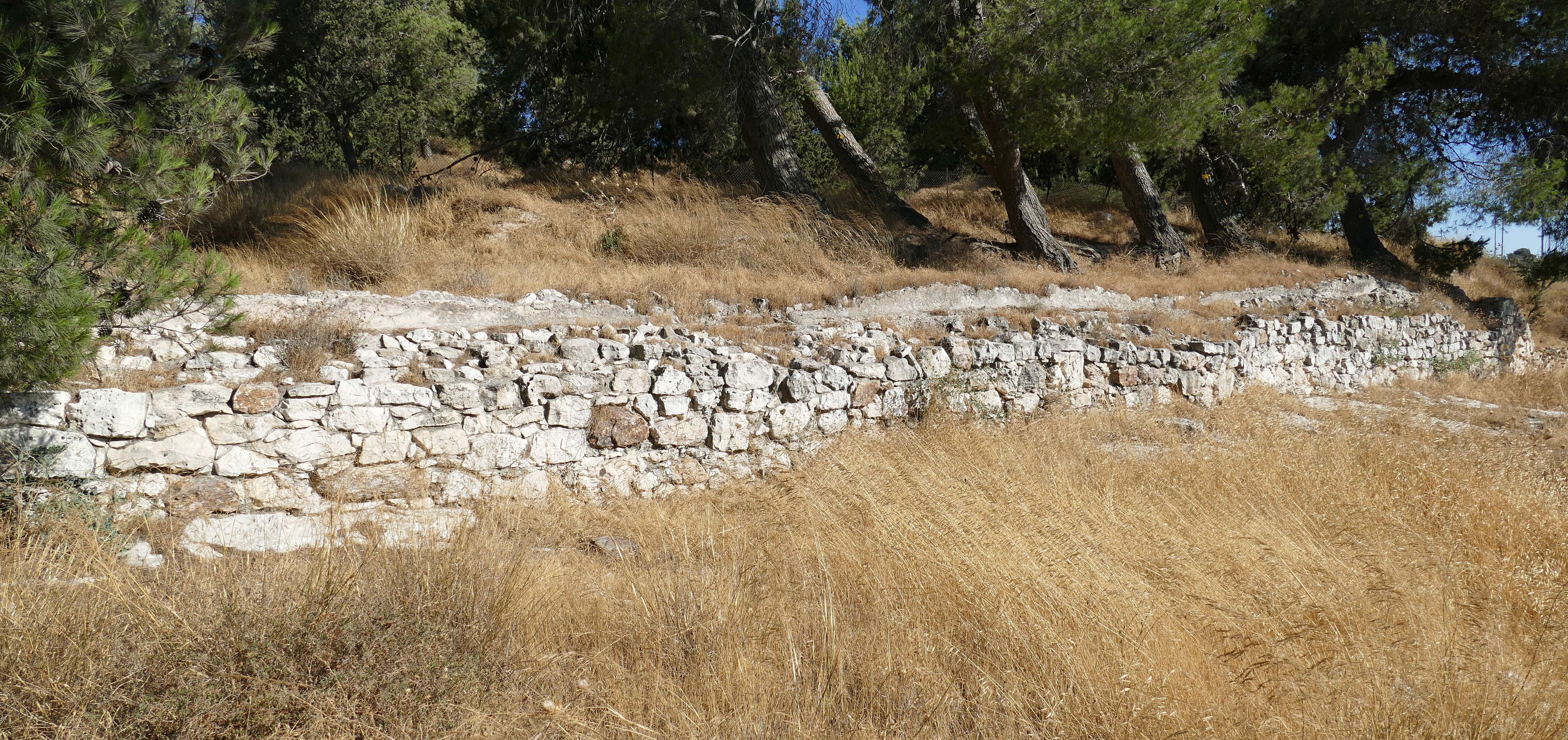
Oberes Aquädukt

### Das obere Aquädukt
Das obere Aquädukt führte von den Teichen Salomos zum Herodespalast in der Oberstadt.
Es kreuzte das Tal südlich des Rahelgrabes auf einer Reihe von gewölbten Bogenstellungen.
Das obere Aquädukt folgte auf einer längeren Strecke der Straße Jerusalem – Bethlehem und führte zum Hiskija-Becken ⊙.

### Römer
Unter römischer Herrschaft wurden, unter anderem von der Legio X Fretensis im 2. Jahrhundert, Reparaturen und Verbesserungen an den Aquädukten vorgenommen.
So wurden im 2. Jahrhundert die gewölbten Bogenstellungen des oberen Aquäduktes südlich des Rahelgrabes von den Römern durch eine große Steinröhre ersetzt.
Diese funktionierte wie ein Siphon.
Inschriften zeigen, dass dies unter Beteiligung der Legio X Fretensis geschah.
400 m südlich des Rahelgrabes unterhalb einer Reihe von Hütten auf der Ostseite der Hebronstraße ist noch ein Stück dieser Steinröhre erhalten.

### Sultane, 10. Jahrhundert bis Suleiman
al-Muqaddasī beschrieb im Jahr 985 die Teiche Salomos als zwei Becken und einen Kanal.
Ibn Battūta schrieb im Jahr 1326, dass Jerusalem erst durch Sayf ad-Din Tankiz, Gouverneur von Damaskus einen Kanal erhielt.
1486 beschrieb der Jerusalemer Historiker Mudschir ad-Din die Teiche Salomos mit zwei Becken.
Der Archäologe Max van Berchem vertritt die Ansicht, dass das 3. Becken 1490 unter Sultan Kait-Bay gegraben wurde.
Die moderne Archäologie bevorzugt ebenfalls das 15. Jahrhundert für die Entstehung des 3. Beckens.
Das System von Wasserleitungen wurde durch die Mamluken und ihre Nachfolger vervollständigt, renoviert und erweitert.

### Suleiman
Am 15. Juni 1541 gründete Suleiman einen Waqf zum Bau des Qanat as-Sabil.
Die Verantwortung für die technische Umsetzung des Vorhabens erhielt Muhammad Tchelebi al-Naqqash.
In der Gründungsurkunde wurde festgelegt, dass ein Netz von Wasserleitungen geschaffen wird, welches 9 öffentliche Brunnen mit Wasser versorgt.
Ziel Suleimans war es, die gesamte Bevölkerung der Stadt und ihrer Umgebung mit Wasser zu versorgen.
Einer der Brunnen befand sich außerhalb der Stadtmauer, so dass auch Reisende, Bauern und Beduinen ihre Tiere tränken konnten.
Als Zuleitung des Wassers von den Teichen Salomos nach Jerusalem dienten die vorhandenen oben beschriebenen Aquädukte, die Teil des Qanat as-Sabil wurden.

#### Sabile, die vom Qanat as-Sabil gespeist wurden
| Bild                | Deutsch                           | Alternative Namen                      | Arabisch          | erbaut         | Bauherr                                   | Baustil    | V. | Qu.           |
| ------------------- | --------------------------------- | -------------------------------------- | ----------------- | -------------- | ----------------------------------------- | ---------- | -- | ------------- |
| weitere Bilder      | Sabil Birkat as-Sultan (Standort) | Sabil von Hinnom                       | سبيل بركة السلطان | 1536           | Suleiman                                  | osmanisch  | au | [ 12 ] [ 13 ] |
| weitere Bilder      | Sabil al-Wad (Standort)           | Sabil Mahallat Bab al-Qattanin         | سبيل الواد        | 1536           | Suleiman                                  | osmanisch  | m  | [ 12 ] [ 13 ] |
| weitere Bilder      | Sabil Bab as-Silsilah (Standort)  |                                        | سبيل باب السلسلة  | 1537           | Suleiman                                  | osmanisch  | m  | [ 12 ] [ 13 ] |
| weitere Bilder      | Sabil Bab al-Atm (Standort)       | Sabil Sultan Suleiman                  | سبيل باب العتم    | 1537           | Suleiman                                  | osmanisch  | t  | [ 14 ] [ 15 ] |
| weitere Bilder      | Sabil Bab al-Asbat (Standort)     | Sabil Sitti Mariam                     | سبيل باب الأسباط  | 1536           | Suleiman                                  | osmanisch  | m  | [ 12 ] [ 13 ] |
| weitere Bilder      | Sabil an-Nazir (Standort)         | Sabil Al-Haram                         | باب الناظر        | 1537           | Suleiman                                  | osmanisch  | m  | [ 12 ] [ 13 ] |
| weitere Bilder      | Sabil Qasim Pascha (Standort)     |                                        | سبيل قاسم باشا    | 1527           | Qasam Pasha                               | osmanisch  | t  | [ 14 ] [ 16 ] |
| weitere Bilder      | Sabil al-Basiri (Standort)        | Sabil Ibrahim Rumi, Sabil Bab al-Nazir | سبيل البصيري      | 1266 oder 1435 | Ala ad-Din al-Basiri oder Ibrahim er-Rumi | mamlukisch | t  | [ 14 ] [ 17 ] |
| Sabil Haseki Sultan | Sabil Haseki Sultan (Standort)    |                                        | سبيل خاصکى سلطان  | 1552           | Haseki Sultan                             | osmanisch  | m  | [ 12 ] [ 13 ] |

Verwendete Abkürzungen: Qu = Quellen, V = Viertel, m = muslimisches Viertel, t = Tempelberg, au = außerhalb der Altstadt von Jerusalem.

### 17. Jahrhundert
Der Name Teiche Salomos erscheint erstmals im 16. Jahrhundert bei Bonifaz von Ragusa.
Ihr arabischer Name war und ist „Die Teiche“ arabisch البرك, DMG al-Burak.
Erst aus dem Ende des 17. Jahrhunderts existiert eine Beschreibung von ʿAbd al-Ghanī an-Nābulusī, die die Teiche Salomos mit drei Becken erwähnt.
Auf einer Inschrift an der Festung Qal’at al-Burak ⊙ an der Nordwestecke des oberen Teiches wird Osman II. und das Jahr 1618 als Erbauer des 3. Beckens genannt.

### Gegenwart
Die Aquädukte und der Qanat as-Sabil wurden bis 1967 zur Wasserversorgung Jerusalems genutzt.
Dann begannen sie zu zerfallen und wurden teilweise durch den modernen Straßen- und Stadtbau zerstört.
Auch die Sabile wurden teilweise beschädigt, zur Müllentsorgung missbraucht oder durch Graffiti vandalisiert.
Es gibt Vorschläge, diesen Verfall aufzuhalten und den Qanat as-Sabil und die von ihm versorgten Sabile wieder als öffentliche Brunnen zu nutzen.